# Föreningen Svenska Konstnärinnor

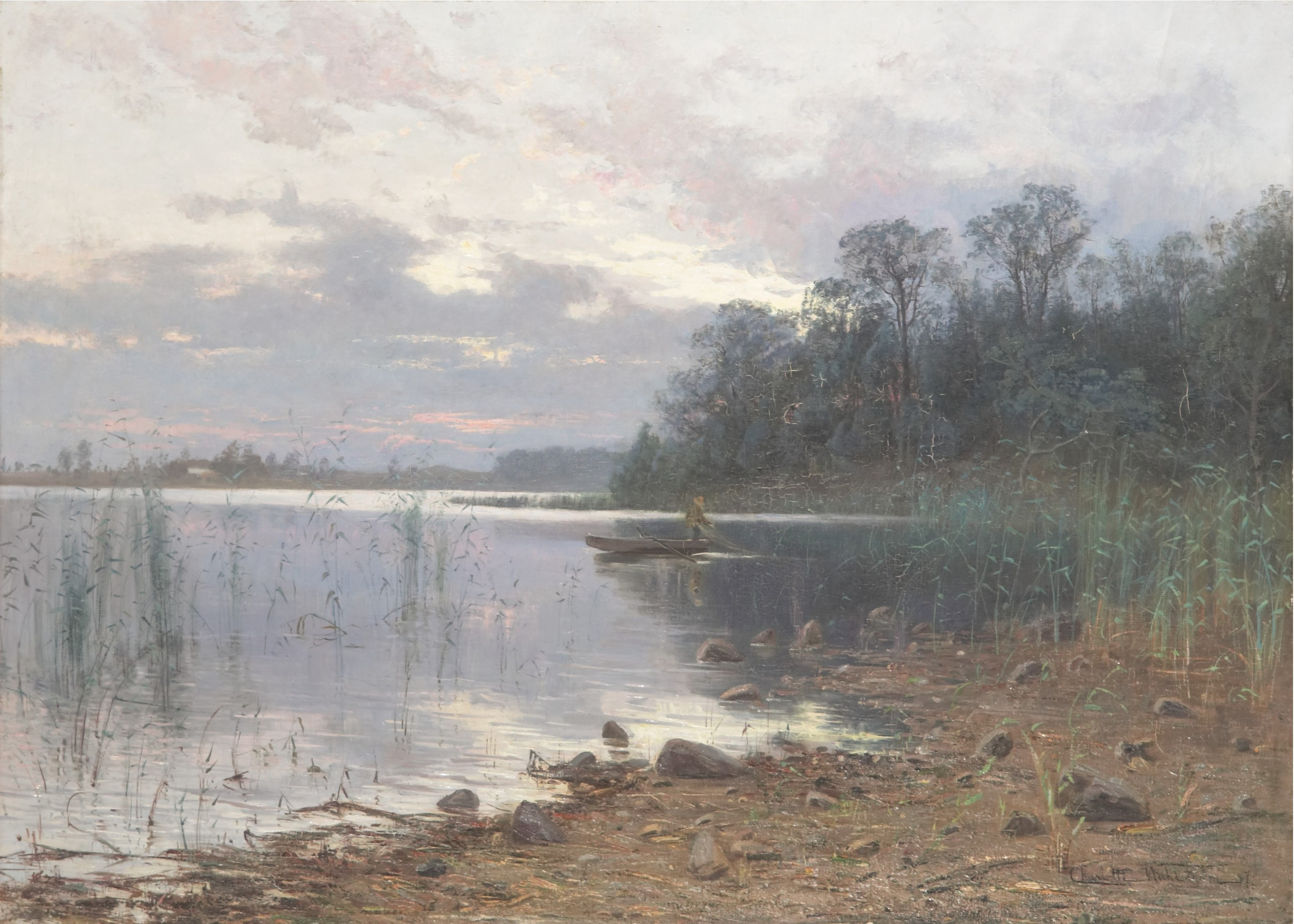
Insjölandskap i skymning av Charlotte Wahlström 1887.

Föreningen Svenska Konstnärinnor är en konstnärsgrupp som bildades den 16 mars 1910 i Stockholm då 40 kvinnliga konstnärer slog sig samman för att utställa. Bland dem fanns flera kvinnor som studerat för Henri Matisse och som gått i konstnärsskolor sida vid sida med medlemmarna i De Unga, men som hindrades att utställa tillsammans med dem på grund av att kvinnor nekades medlemskap i den exklusivt manliga föreningen De Unga. Bildandet av en kvinnlig konstnärsgrupp var ett direkt svar på De Ungas första utställning på Hallins konsthandel 1909.

## Historik
En av föreningens grundare var Ida von Schulzenheim, som också blev föreningens första ordförande. 
Föreningen bildades eftersom Ida von Schulzenheim tröttnat på den manliga dominansen vid utställningar: genom bildandet av en ekonomisk sammanslutning skulle kunna stärka kvinnliga konstnärers ekonomi, och då det inte fanns män i föreningen, skulle kvinnor kunna ställa ut utan fruktan för osynliggörande vid utställningar. Hennes målsättning vid bildandet av föreningen var att samla alla kvinnliga konstnärer, såväl de modernaste som de mest gammalmodiga, till en gemensam aktion mot mansdominansen. Mycket av idéerna hämtade hon från den franska förebilden Union des Femmes Peintres et Sculpteures och den tyska Kunstfreundinnen. Föreningen stiftades 1910 och Schulzenheim valdes till föreningens första ordförande och redan 1911 genomförde man den första offentliga utställningen på Konstakademien med 180 deltagare. 
Bland de tidiga medlemmarna fanns Maj Bring och Clara Montalba.  Året efter instiftandet hade 80 kvinnliga konstnärer anslutit sig. I en av sina första intervjuer angående föreningen förklarade Ida von Schulzenheim att gruppens bildande var en sista utväg och inte ett försök att särskilja medlemmarna i egenskap av kvinnor: 
"Ni tror väl inte att vi konstnärinnor någonsin skulle finna på att särskilja oss i en grupp endast i vår egenskap av kvinnor? Jag menar, skulle vilja framträda och utställa för oss själva, om vi icke vore därtill nödda och tvungna?"
Föreningen bildades framförallt för att stödja kvinnliga konstnärer och inte för att lansera nya riktningar inom modern konst. Föreningens första utställningar innehöll mestadels konst av traditionellt slag.
De blev tidigt inbjudna att ställa ut på Konstakademien i Stockholm, varefter många utställningar följde, såsom i Wien 1913 och i Malmö på Baltiska utställningen 1914. Sedan 1960-talet har föreningen bland annat ställt ut på Konstakademien 1960, Liljevalchs 1970, Galleri Heland 1981 och Konstnärshuset 1990, i Södertälje gamla rådhus 1993, Lidingö stadshus 1995, Medborgarhuset i Stockholm kulturhuvudstadsåret 1998, i Wasahallen på Djurgården, Stockholm, 2000 samt på Säfstaholms slott i Vingåker 2010.
Föreningen står under Drottning Silvias beskydd.